# Масалітіна Ольга Юріївна
Ольга Юріївна Масалітіна (народилася 29 липня 1974 у Києві) — українська письменниця, видавець і громадський діяч, журналіст, член Національної спілки письменників України, член Правління КО НСПУ.

## Життєпис
Народилася 29 липня 1974 року в родині інженерів. Є спадкоємницею купецького роду Масалітіних у Києві, що нараховує більше 200 років. Купцю 2-ї гільдії Масалітіну належав житловий будинок на вулиці Борисоглібській, 5-а, 1875 року будівництва.
Освіта:
- 1981—1991 — Загальноосвітня школа № 169 м. Києва. Після закінчення школи вступила до КІБІ на спеціальність ВК.
- 1991—1996 — Київський інститут народного господарства, спеціальність «Міжнародна економіка».
- 1993 — УЦ Української фондової біржі, кваліфікація «Брокер фондової біржі. Спеціаліст Інвестиційних Інститутів».
- 2004 — Школа вищого менеджменту, «Сучасні системи управління персоналом».

- 2013 — брала участь у передвиборах до Верховної Ради України по виборчому округу №223 Шевченківського району м. Києва.
- 2016 — Член журі «Коронація слова»; засновниця спецвідзнаки за «Кращий прозовий твір» на міжнародному молодіжному конкурсі кращих творів молодих авторів «Гранослов»; автор проекту «Ukrainian Books in the world» спільно зі НСПУ.

Почала свою професійну діяльність у банківській сфері як керівник відділу валютних операцій. Потім очолювала агенцію видавничого дому «Гармонія», займалася реалізацією соціальних проектів за підтримки Міністерства охорони здоров'я України.
Стала видавцем журналу з питань материнства і дитинства рос. «Мама и Я», автором проекту «Усвідомлене батьківство» і є генеральним директором видавничої агенції «Гармонія».
Космополіт за світоглядом, письменниця довгий час мешкала закордоном і багато подорожувала. Мати двох дітей. Молодша донька Ольги Аліса народилася в США. Нині письменниця повернулася на Батьківщину, де відчуває зв’язок зі своїм корінням. Вважає, що ввібрала в себе любов до рідної землі і до своїх співвітчизників із молоком матері.

## Видання
Ольга Масалітіна є авторкою видань:
- енциклопедія для батьків «Ви та ваш малюк» (видається з 1997, у 2013 досягла мільйонного накладу);
- міні-енциклопедія «Твій малюк» (2001—2003, 50 000 прим.);
- книга «Книжечка-підказочка для моєї мамочки» (2012, 1000 прим.);
- журнал «Посібник про найщасливішого малюка» (35 000 прим.);
- книга для дітей молодшого шкільного віку «Корабель уяви» (2016)[3];
- серія коміксів «Вже не діти» (в-во «Гармонія», ст., 2016);
- інших видань, присвячених материнству і дитинству.

## Громадська діяльність
Ольга Масалітіна є:
- дійсним членом Української бібліотечної асоціації;
- співзасновницею Міжнародного конкурсу молодих авторів «Гранослов»;
- учасницею численних конференцій, фестивалів, літфорумів, теле- та радіоефірів.

## Родина
Має доньок Ольгу (нар.1996) і Алісу (нар.2005).

## Відзнаки
- Лауреат Міжнародного відкритого рейтингу якості товарів і послуг «Золота Фортуна» (2000 р.) в номінації «За плідну діяльність з підтримки материнства і дитинства в Україні» за видання «Енциклопедія для батьків і молодих батьків» і журналу «Мама и Я»;
- Почесна грамота  від Міністерства України у справах сім’ї, дітей і молоді;
- Лауреат Міжнародного конкурсу «Обкладинка року» (2006, 2007);
- Диплом Другого національного фестивалю соціальної реклами (2006);
- Подяка від мера Києва (2008);
- Особлива подяка від Асоціації сімейної медицини (статуетка).[4]
- Рейтинг кращих дитячих книг 2016 року за книгу «Корабель уяви».